# 王宇 (嘉靖壬戌進士)
王宇（1537年—？），字子大，山西平陽府解州安邑縣人，民籍，明朝政治人物。

## 生平
山西鄉試第三名舉人。嘉靖四十一年（1562年）中式壬戌科會試第一百二十九名，三甲第三十六名進士。授洛阳县知县，明敏惠愛，周知民隐，秩满，仅余俸禄数十金。擢户部主事，隆慶二年（1568年）九月盗窃太仓库银，降管库户部郎中宋诺、员外刘自化、许自新、主事王宇一级，调外任。历浙江按察司佥事，三年五月升辽东行太仆寺少卿，四年六月坐事降二级。萬曆時累升湖广襄阳府知府，八年（1580年）八月升陕西按察司副使，十一月被刑科给事中张鼎思弹劾，革职听勘，十年二月閑住。

## 家族
曾祖王俊；祖父王文；父王繼德，母張氏；繼母党氏。具庆下。弟王宠、王宁、王寅。